# 47 Arietis
47 Arietis, som är stjärnans Flamsteed-beteckning, är en ensam stjärna belägen i den mellersta delen av stjärnbilden Väduren. Den har en  skenbar magnitud på ca 5,80 och är svagt synlig för blotta ögat där ljusföroreningar ej förekommer. Baserat på parallaxmätning inom Hipparcosuppdraget på ca 30,2 mas, beräknas den befinna sig på ett avstånd på ca 108 ljusår (ca 33 parsek) från solen. Den rör sig bort från solen med en heliocentrisk radialhastighet av ca 27 km/s. Stjärnan har en relativt stor egenrörelse och förflyttar sig över himlavalvet med en hastighet av 0,237 bågsekunder per år. Kombinationen av dessa rörelser tyder på att stjärnan ingår i superhopen Hyaderna. 

## Egenskaper
47 Arietis är en gul till vit stjärna i huvudserien av spektralklass F5 V(e) även om  Cowley (1976) klassade den som F5 IV, vilket anger att den skulle vara en underjättestjärna. Den har en massa som är ca 1,6 solmassor, en radie som är ca 1,6 solradier och utsänder ca 4,4 gånger mera energi än solen från dess fotosfär vid en effektiv temperatur av ca 6 600 K.
47 Arietis är en misstänkt variabel (VAR:), som har visuell magnitud +5,8 och varierar utan någon fastslagen amplitud eller periodicitet. Det är med 97,8 procent sannolikhet källan till röntgenstrålning som detekteras vid dess koordinater, och är även en källa till radiostrålning.
47 Arietis har som följeslagare en röd dvärg med en vinkelseparation på 14,8 bågsekunder vid en positionsvinkel på 113°, år 1998. Denna stjärna är av spektralklass M3.5 och har en magnitud av 10,47 i infraröd J- bandet.